# Rose McGowan

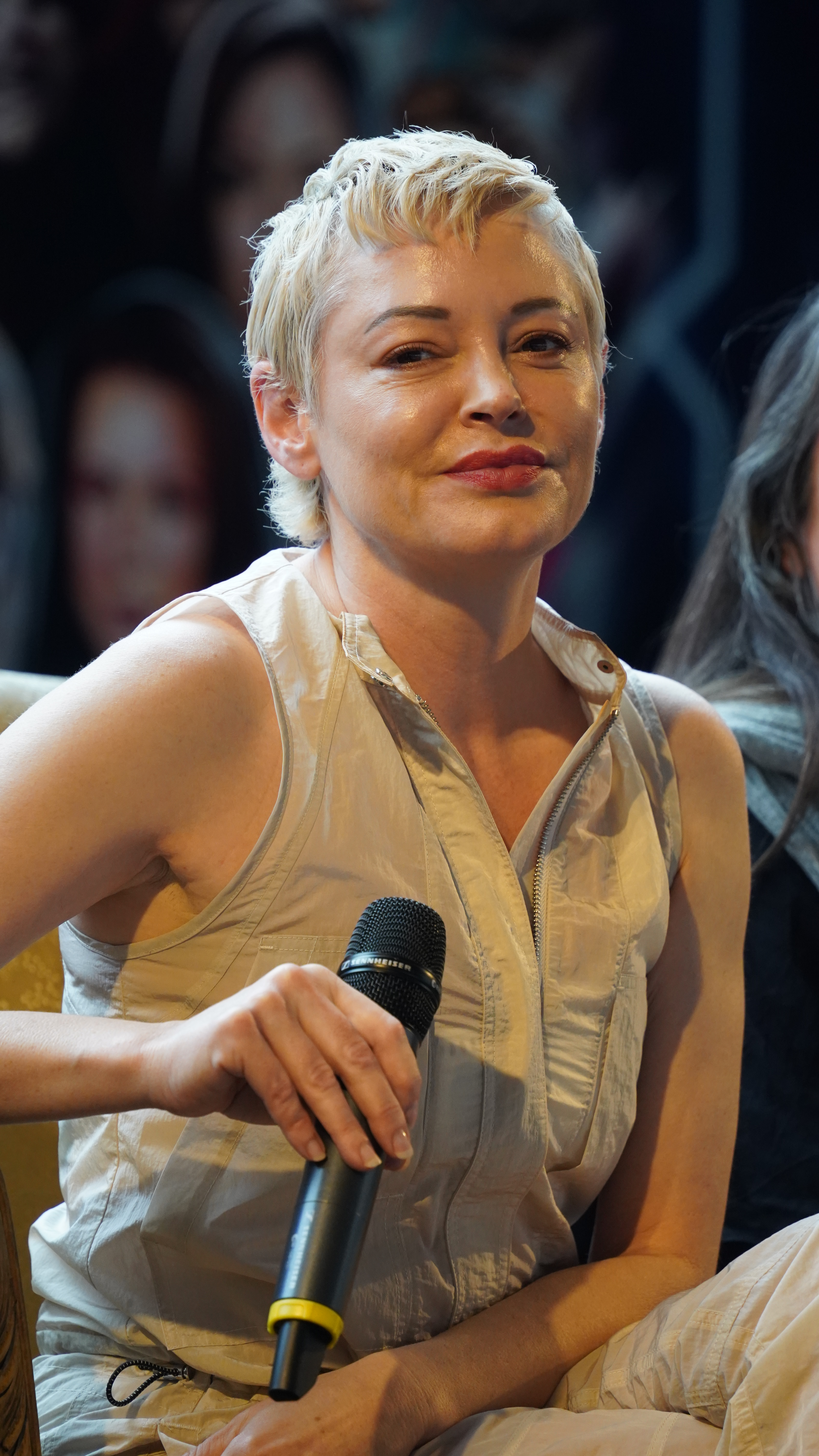
Rose McGowan (2023)

Rose Arianna McGowan (* 5. September 1973 in Certaldo, Italien) ist eine US-amerikanische Schauspielerin, Autorin und Aktivistin.

## Leben und berufliche Entwicklung
McGowan wurde als zweitältestes von sechs Kindern einer US-amerikanischen Schriftstellerin französischer Abstammung und eines irischen Künstlers in Italien geboren, wo die Eltern einer Kolonie der Kinder Gottes angehörten, die der Vater leitete. Als Kind verdiente sie Geld als Straßenmusikantin und als Fotomodell für italienische Kindermodepublikationen wie Vogue Bambini.
Ende der 1970er-Jahre verließen ihre Eltern die „Kinder Gottes“ und zogen in die Vereinigten Staaten. Bis dahin hatte Rose McGowan kein Englisch gesprochen. Ihre Eltern trennten sich, als sie zehn Jahre alt war. Fünf Jahre später verließ sie ihre Familie und lebte einige Zeit auf der Straße. Mit 15 Jahren ließ sie sich für rechtlich selbständig von ihren Eltern erklären und verdiente ihren Lebensunterhalt mit Gelegenheitsjobs. Anschließend besuchte sie eine Kosmetikschule, ehe sie sich der Schauspielerei widmete.
McGowan begann ihre Karriere mit einigen Nebenrollen, unter anderem in Steinzeit Junior (1992). Einen ersten Erfolg verzeichnete sie mit Gregg Arakis Film The Doom Generation (1995), für den sie eine Nominierung für den Independent Spirit Award erhielt. In den folgenden Jahren erlangte sie vor allem durch die Filme Scream – Schrei! (1996), Phantoms (1998) und Der zuckersüße Tod (1999) Bekanntheit. Der schauspielerische Durchbruch gelang ihr 2001 durch die Rolle der Paige Matthews in der Fernsehserie Charmed – Zauberhafte Hexen, die sie bis zum Serienende 2006 innehatte. 2005 spielte sie in der Fernsehbiografie Elvis die Schauspielerin Ann-Margret.

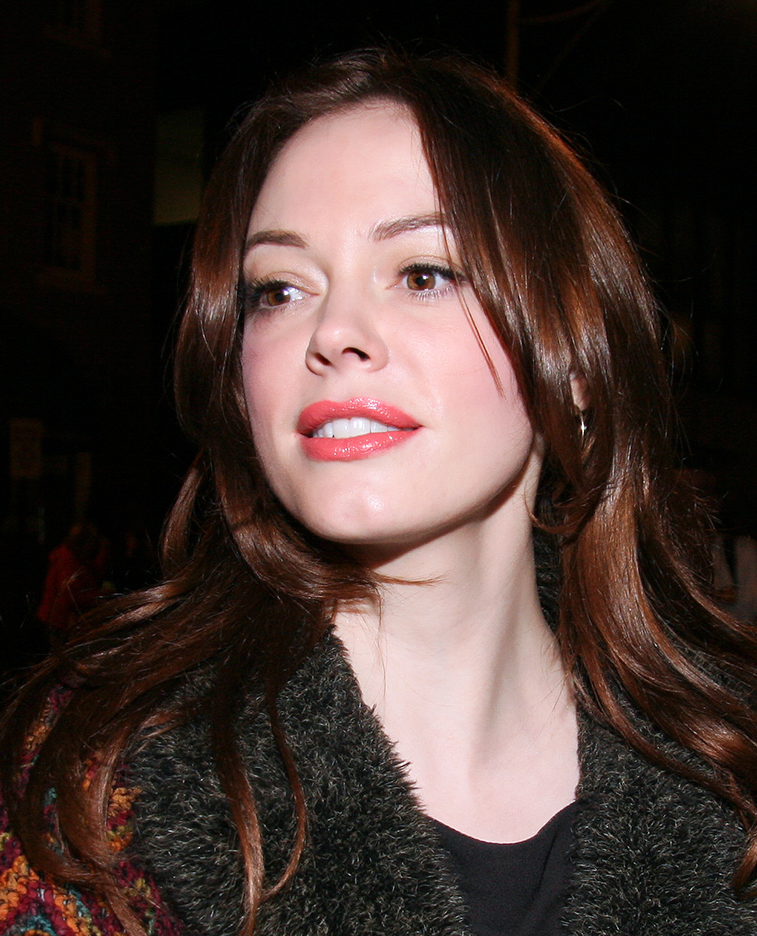
Rose McGowan (2008)

Im Jahr 2007 spielte sie die Hauptrolle im ersten (Planet Terror) und eine Rolle im zweiten Teil (Death Proof) des Episodenfilms Grindhouse von Robert Rodriguez und Quentin Tarantino. 2009 war sie in einer wiederkehrenden Rolle in der Serie Nip/Tuck – Schönheit hat ihren Preis zu sehen. In Conan, der Neuverfilmung des gleichnamigen Films aus dem Jahr 1982, spielte sie 2011 die Hexe Marique. 2013 und 2014 trat sie als junge Cora in zwei Episoden der Serie Once Upon a Time – Es war einmal … auf.
2014 gab McGowan mit dem 17-minütigen Kurzfilm Dawn ihr Regiedebüt. Der Film wurde unter anderem beim Sundance Film Festival 2014 gezeigt und erhielt überwiegend positive Kritiken. Wie im Januar 2015 verkündet wurde, wird sie bei dem Thriller The Pines, beruhend auf einem Skript von Alex Mar, Regie führen.
Im Herbst 2015 veröffentlichte sie ihre erste Single RM486. Im Januar 2018 erschien ihre Autobiografie Brave. Zwischen der in den USA und der in England veröffentlichten Ausgabe bestehen trotz identischen Formates und gleicher Schriftgröße zahlreiche Unterschiede. Insgesamt summieren sich die fehlenden Teile der UK-Fassung auf über 10 Seiten.

## Persönliches

### Privates
Bis zur Trennung 2001 war McGowan dreieinhalb Jahre mit dem Rockmusiker Marilyn Manson liiert. Sie löste die Verlobung wegen der unterschiedlichen Lebensstile. Von 2007 bis 2009 war sie mit dem Regisseur und Produzenten Robert Rodriguez liiert und ab Herbst 2008 bis zur Trennung mit ihm verlobt. Dem Kapitel ihrer Autobiographie, in dem sie ihre Zeit mit ihm behandelt, gibt sie den Titel Destruction. Sie erhebt schwere Vorwürfe gegen den Filmemacher, beschreibt ihn als herrschsüchtigen und krankhaft eifersüchtigen Tyrannen, der ihr unter anderem einen Lügendetektortest abverlangt habe, um abzuklären, ob sie ein Verhältnis mit Quentin Tarantino habe.
Einige plastische chirurgische Eingriffe, die sie Anfang 2007 vornehmen ließ, erklärte sie öffentlich zunächst mit den Folgen eines Autounfalls. In ihrer Autobiografie stellte sie später jedoch klar, dass ihr Management ihr zu dieser Aussage geraten habe. In Wahrheit sei eine notwendige OP ihrer Nasennebenhöhlen auf fatale Weise schiefgegangen, weshalb sie sich in der Folge wiederholt habe operieren lassen müssen.
Im Oktober 2013 heiratete sie den Künstler Davey Detail. Sie trennten sich im Mai 2015 und sind seit November 2016 geschieden.

### Weinstein-Skandal
Im Oktober 2017 gehörte sie neben Ashley Judd zu den ersten Schauspielerinnen, die Vorwürfe wegen sexueller Belästigung gegen den Produzenten Harvey Weinstein erhoben und den sogenannten Weinstein-Skandal ins Rollen brachten. Weitere Vorwürfe wurden u. a. von den Schauspielerinnen Gwyneth Paltrow, Rosanna Arquette und Angelina Jolie erhoben. Asia Argento und Lucia Evans beschuldigten ihn der Vergewaltigung. In der Folge wurde Weinstein am 8. Oktober 2017 aus der Produktionsfirma Weinstein Company entlassen.
Einige Tage später twitterte McGowan, Weinstein habe auch sie vergewaltigt. Bereits am 14. Oktober 2016 hatte sie erstmals auf die Tat hingewiesen, indem sie als Antwort auf den Hashtag #WhyWomenDontReport schrieb, ihr damaliger Lebenspartner habe ihrem Vergewaltiger die Vertriebsrechte des gemeinsamen Films verkauft. Gemeint war offensichtlich Robert Rodriguez, der auf diesen Umstand aber nie öffentlich einging, sondern sich nach den Enthüllungen lediglich in einem kurzen Statement von Weinstein distanzierte. McGowan beschuldigte zudem weitere namhafte Personen der Mitwisserschaft, darunter Ben Affleck. Laut „New York Times“ zahlte der zu 23 Jahren Haft verurteilte Weinstein an McGowan 100.000 Dollar für ihr Schweigen. Im Oktober 2019 reichte die Schauspielerin Klage gegen Weinstein ein, weil er sie angeblich jahrelang schikaniert habe. Am 6. Dezember 2021 wies ein Bundesgericht in Los Angeles ihre Klage ab, da sie es versäumt hatte, weitere Dokumente vorzulegen.

## Filmografie
Als Schauspielerin

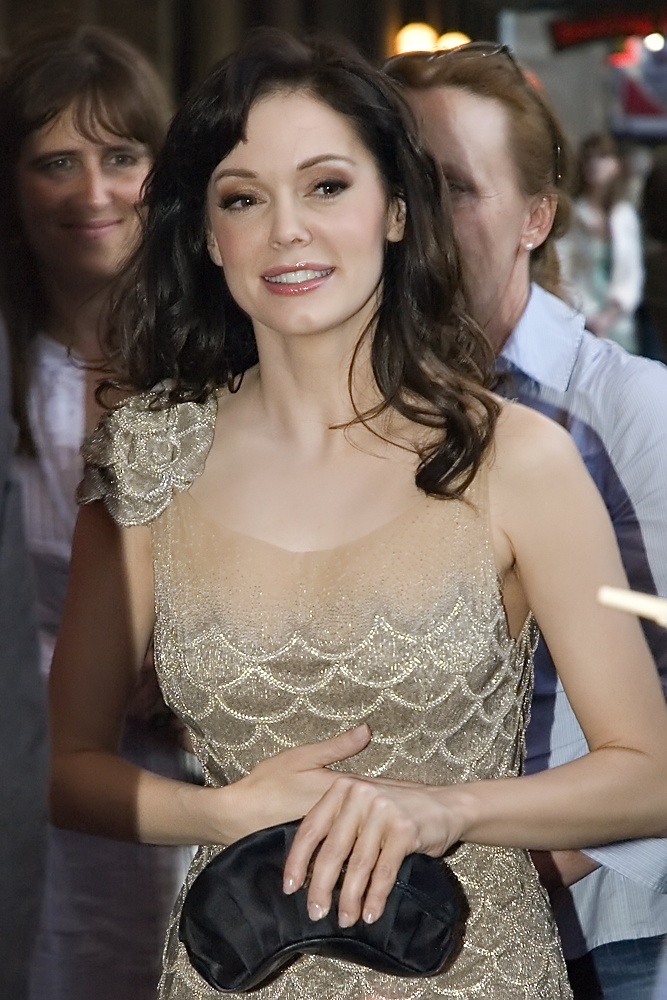
Rose McGowan bei der Premiere von Grindhouse (2007)

- 1990: Die Klasse von 1999 (Class of 1999)
- 1990: Alles total normal – Die Bilderbuchfamilie (Fernsehserie, Folge 1x06)
- 1992: Steinzeit Junior (Encino Man)
- 1995: The Doom Generation
- 1996: Bud & Doyle: Total bio. Garantiert schädlich (Bio-Dome)
- 1996: Scream – Schrei! (Scream)
- 1997: Lewis & Clark & George
- 1997: Der lange Weg der Leidenschaft (Going All the Way)
- 1997: Nowhere – Eine Reise am Abgrund (Nowhere)
- 1997: Kiss & Tell
- 1997: Seed (Kurzfilm)
- 1998: Phantoms
- 1998: Teufel im Blut (Devil in the Flesh)
- 1998: Southie
- 1999: Jawbreaker – Der zuckersüße Tod (Jawbreaker)
- 1999: Sleeping Beauties (Kurzfilm)
- 2000: Ready to Rumble
- 2000: The Last Stop
- 2001: Monkeybone
- 2001: What About Joan (Fernsehserie, Folge 1x07)
- 2001: Killing Yard – Mörderischer Auftrag (Killing Yard)
- 2001–2006: Charmed – Zauberhafte Hexen (Charmed, Fernsehserie, 112 Episoden)
- 2002: Strange Hearts
- 2003: Vacuums
- 2005: Elvis (Fernsehfilm)
- 2006: The Black Dahlia
- 2007: Grindhouse
- 2007: Death Proof – Todsicher (Death Proof)
- 2007: Planet Terror
- 2008: 50 Dead Men Walking – Der Spitzel (Fifty Dead Men Walking)
- 2009: Nip/Tuck – Schönheit hat ihren Preis (Nip/Tuck, Fernsehserie, 5 Folgen)
- 2010: Dead Awake
- 2011: Law & Order: Special Victims Unit (Fernsehserie, Folge 12x19)
- 2011: Boop (Kurzfilm)
- 2011: Conan (Conan the Barbarian)
- 2011: Rosewood Lane
- 2011: The Pastor’s Wife (Fernsehfilm)
- 2013: Doctor Lollipop (Kurzfilm, Stimme)
- 2013: Mondo Taurobolium (Kurzfilm, Stimme)
- 2013–2014: Once Upon a Time – Es war einmal … (Once Upon a Time, Fernsehserie, 2 Folgen)
- 2014: Chosen (Webserie, 6 Folgen)
- 2015: The Weight of Blood and Bones (Kurzfilm)
- 2016: The Tell-Tale Heart
- 2016: The Caged Pillows (Kurzfilm, Stimme)
- 2016: Der ultimative Spider-Man (Ultimate Spider-Man, Fernsehserie, 1 Folge, Stimme)
- 2016: Heresy (Kurzfilm)
- 2017: The Sound

Als Regisseurin
- 2014: Dawn (Kurzfilm)
- 2017: Ruth (Kurzfilm)

Musikvideos
- 1999: Coma White von Marilyn Manson
- 1999: Yoo Hoo von Imperial Teen
- 2014: Break the Rules von Charli XCX
- 2015: RM486 Musik: Punishment Paris

## Buch
- Brave (Autobiografie), HarperOne, 2018, ISBN 978-0-06-265598-1.

## Videospiel
- 2015: Call of Duty: Advanced Warfare als spielbarer Charakter im Spielmodus Exo Zombies.